# اسپرمگدون
اسپرمگدون (به انگلیسی: Spermageddon) یک فیلم پویانمایی بزرگسالان در ژانر کمدی جنسی موزیکال نروژی محصول ۲۰۲۴ به کارگردانی تومی ویرکولا و راسموس ای سیورتسن است. این فیلم از دو خط داستانی تشکیل شده است، یکی بر روی یک زوج نوجوان که برای اولین بار رابطه جنسی دارند، و دیگری روی سیمن منی و دوستانش در جستجوی تخم مرغ طلایی است.

## داستان
دو رشته روایی - یکی داستان عشقی در حال ظهور بین دو نوجوان بی‌دست و پا، جنز و لیزا است که برای اولین بار با هم رابطه جنسی دارند و دیگری تلاش پر حادثه سیمون سمن و دوستانش برای رسیدن به هدف تخم مرغ طلایی.